# Yuliya Javaldzhy
Yuliya Javaldzhy –en ucraniano, Юлія Халваджи, nacida como Yuliya Blahinia, Юлія Благіня– (21 de febrero de 1990) es una deportista ucraniana que compite en lucha libre.
Ganó una medalla de bronce en el Campeonato Mundial de Lucha de 2008 y cinco medallas de bronce en el Campeonato Europeo de Lucha entre los años 2008 y 2016. En los Juegos Europeos de Minsk 2019 obtuvo una medalla de plata en la categoría de 53 kg.

## Palmarés internacional
| Campeonato Mundial | Campeonato Mundial  | Campeonato Mundial | Campeonato Mundial |
| Año                | Lugar               | Medalla            | Categoría          |
| ------------------ | ------------------- | ------------------ | ------------------ |
| 2008               | Tokio (Japón)       | Medalla de bronce  | 51 kg              |
| Juegos Europeos    |                     |                    |                    |
| Año                | Lugar               | Medalla            | Categoría          |
| 2019               | Minsk (Bielorrusia) | Medalla de plata   | 53 kg              |
| Campeonato Europeo |                     |                    |                    |
| Año                | Lugar               | Medalla            | Categoría          |
| 2008               | Tampere (Finlandia) | Medalla de bronce  | 51 kg              |
| 2009               | Vilna (Lituania)    | Medalla de bronce  | 51 kg              |
| 2011               | Estambul (Turquía)  | Medalla de oro     | 51 kg              |
| 2013               | Tiflis (Georgia)    | Medalla de plata   | 51 kg              |
| 2016               | Riga (Letonia)      | Medalla de bronce  | 53 kg              |